# Erfurter Unionsverfassung

Der Weg zur Erfurter Unionsverfassung, vom Dreikönigsbündnis (Mai 1849) bis zum Unionsparlament. Mit Annahme durch das Parlament ist die Verfassung zwar in Kraft getreten, doch der preußische König setzte keine Unionsorgane ein.

Auf der Grundlage der Erfurter Unionsverfassung (ursprünglich: Reichsverfassung) sollte 1849/50 ein deutscher Bundesstaat entstehen. Der Verfassungsentwurf vom 28. Mai 1849 basierte auf der Frankfurter Reichsverfassung vom 28. März 1849. Träger des Projekts einer Erfurter Union war das Königreich Preußen. Es wollte zwar einen kleindeutschen Staat führen, aber auf Grundlage einer Verfassung, die konservativer als das Frankfurter Vorbild war.
Der Verfassungsentwurf vom 28. Mai 1849 wurde am 26. Februar 1850 durch eine Additionalakte geändert, der sie an die aktuellen Geschehnisse anpasste. Dazu gehörte auch der Namenswechsel des Bundesstaates von Reich zu Union. Das Erfurter Unionsparlament vom März und April 1850 beriet über die Verfassung, nahm den Entwurf aber als Ganzen an.
Damit war aus Sicht der liberalen Parlamentsmehrheit die Union gegründet; die von den Regierungen und Konservativen geforderten Änderungen hätten nachträglich nach den Regeln der Verfassung beschlossen werden müssen. Die Mehrheit gab am 29. April, in der letzten Sitzung, den Regierungen liberale und einheitsstaatliche Änderungsvorschläge mit, die sie nach freiem Belieben berücksichtigen durften. Trotz des übergroßen Entgegenkommens der Liberalen verfolgte der preußische König Friedrich Wilhelm IV. das Unionsprojekt nicht mehr konsequent weiter. Spätestens nach der Herbstkrise 1850 endete das Projekt und damit die vorläufige Gültigkeit der Unionsverfassung.

## Entstehen und Inhalt

Regierungssystem laut Frankfurter Reichsverfassung, dem Vorbild für die Erfurter Verfassung.

Verfassungsdiagramm für die Erfurter Union, mit den Änderungen laut Additionalakte vom Februar 1850. Ein Fürstenrat oder Fürsten-Kollegium erhielt ein absolutes Veto und konnte damit Gesetze des Parlaments verhindern.

Am 28. April 1849 hatte Preußen die übrigen deutschen Staaten zu einem Treffen in Berlin eingeladen, um über eine Verfassung für Deutschland zu beraten. Am 9. Mai verschickte Preußen den Entwurf für eine Unionsakte. Während die Kleinstaaten und Württemberg sich noch an ihre Annahme der Frankfurter Reichsverfassung gebunden fühlten, erschienen am 17. Mai Vertreter aus Österreich, Bayern, Hannover und Sachsen. Preußen, Hannover und Sachsen vereinbarten schließlich im Dreikönigsbündnis die Gründung eines Bundesstaates.
Am 28. Mai 1849 wurde ein Entwurf für die Verfassung des deutschen Reiches vom 26. Mai 1849 veröffentlicht, den die drei verbündeten Regierungen als provisorische Ordnung annahmen. Der Entwurf wird heute oft als EUV abgekürzt, für Erfurter Unionsverfassung. Er hielt sich weitgehend an die Frankfurter Reichsverfassung (FRV), sowohl im Aufbau als auch in den Formulierungen. Zwei Drittel der Bestimmungen aus der FRV finden sich wörtlich in der EUV wieder. Statt 197 hatte die EUV 195 Paragraphen. Die EUV stärkte aber die Regierung gegenüber der Volksvertretung und gab den Einzelstaaten mehr Rechte. Hans Boldt: „Der Frankfurter Verfassungskompromiss war in der neuen Vorlage sozusagen nach rechts verschoben“, denn die FRV beruhte auf der Verständigung von Liberalen und Demokraten, während die EUV einem Kompromiss zwischen liberalen Vorstellungen und den Regierungen gleichkam. Eine offizielle Interpretation erschien in einer Denkschrift der drei verbündeten Regierungen vom 11. Juni 1849.

### Bundesstaat und Einzelstaaten
Während die FRV vom bisherigen Bundesgebiet sprach und Österreich noch den Weg in das Reich offenhielt, ging die EUV von vornherein davon aus, dass das Verhältnis zu Österreich gesondert geregelt werden müsse. Der Union sollten diejenigen Staaten angehören, die dies wollten (§ 1 EUV). Im Gegensatz zur mehr einheitsstaatlich denkenden FRV spricht die Denkschrift davon, dass die Union nur leisten solle, wozu die Einzelstaaten nicht in der Lage seien (Subsidiaritätsprinzip). Außerdem sollte der Bundesstaat nicht mehr eigene Steuern erheben dürfen, sondern grundsätzlich auf Matrikularbeiträge der Einzelstaaten angewiesen sein, wie es später im Kaiserreich verwirklicht wurde.

### Oberhaupt
Das Oberhaupt des deutschen Bundesstaates, für das verfassungsmäßig der König von Preußen vorgesehen war, hieß in der EUV nicht mehr Kaiser, sondern Reichs- und später Unionsvorstand. In Bezug auf die Exekutive entsprachen die Rechte des Reichsvorstands dem Frankfurter Vorbild. In Bezug auf seine Rechte in der Gesetzgebung konnte der Reichsvorstand allerdings nur als Teil eines neuen Organs handeln, des Fürstenkollegiums (§ 65 EUV).

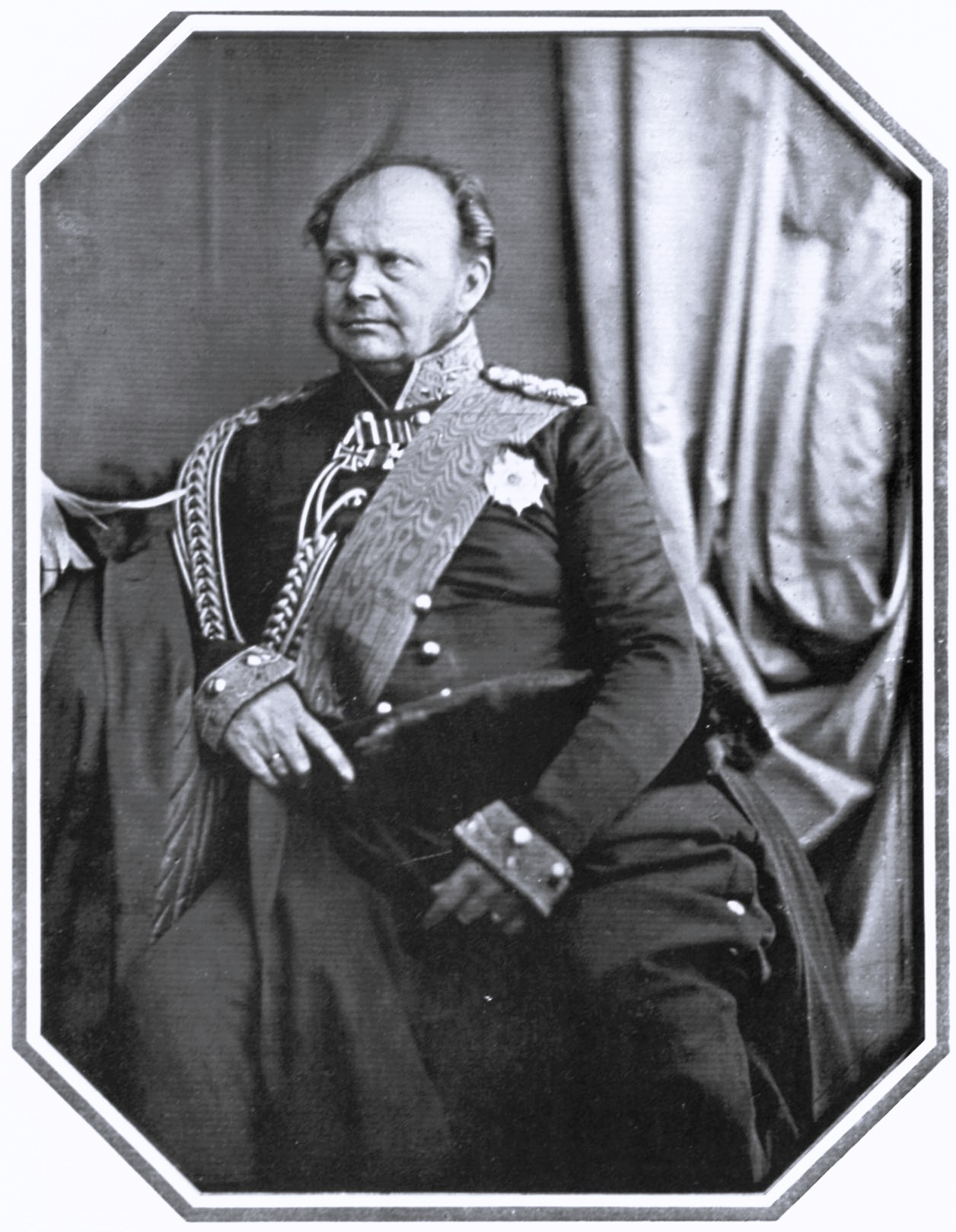
Friedrich Wilhelm IV. von Preußen, 1847

Das Fürstenkollegium durfte nicht nur Gesetzentwürfe vorlegen und den Beschluss von Gesetzen aufschieben, sondern auch Gesetze sogar verhindern, wodurch es ein absolutes statt eines suspensiven Vetos, wie in der FRV vorgesehen, bekommen hätte.
Im Fürstenkollegium sollte es sechs Stimmen geben, je eine für (§ 67 EUV):
- Preußen;
- Bayern;
- gemeinsam für Sachsen, Sachsen-Weimar, Sachsen-Coburg-Gotha, Sachsen-Meiningen-Hildburghausen, Sachsen-Altenburg, Anhalt-Dessau, Anhalt-Bernburg, Anhalt-Cöthen, Schwarzburg-Sondershausen, Schwarzburg-Rudolstadt, Reuß älterer Linie, Reuß jüngerer Linie;
- gemeinsam für Hannover, Braunschweig, Holstein, Mecklenburg-Schwerin, Mecklenburg-Strelitz, Oldenburg, Lübeck, Bremen, Hamburg;
- gemeinsam für Württemberg, Baden, Hohenzollern-Hechingen, Hohenzollern-Sigmaringen, Liechtenstein;
- gemeinsam für Kurhessen, das Großherzogthum Hessen, Luxemburg und Limburg, Nassau, Waldeck, Schaumburg-Lippe, Lippe-Detmold, Hessen-Homburg und Frankfurt.

Bei Stimmengleichheit gab die Stimme des Reichsvorstandes den Ausschlag. Aus Sicht der bisherigen verfassungspolitischen Debatte sollte die EUV den erblichen Kaiser mit einem Direktorium verbinden. Der Reichsvorstand musste demgemäß bestimmte Rechte mit den übrigen Fürsten teilen.

### Parlament und Wahlrecht
Der Reichstag blieb mit seinem Zweikammersystem erhalten. Allerdings wurde das von Landesregierungen und -parlamenten ernannte Staatenhaus aufgewertet, in dem das Budgetrecht nun für beide Kammern gleichermaßen galt. Wegen des absoluten Vetos für das Fürstenkollegium und weil der Haushalt für drei Jahre gelten sollte, erhielt das Parlament insgesamt ein weniger hohes Gewicht.
Manfred Botzenhart zufolge betraf die wichtigste Änderung das Wahlrecht. Sah das Frankfurter Wahlgesetz noch ein allgemeines, gleiches und direktes Wahlrecht vor, so legte das Erfurter Wahlgesetz ein Dreiklassenwahlrecht fest. Darauf hatten Hannover und Sachsen gedrängt. Es war sogar noch restriktiver als das preußische Vorbild, da nur wählen sollte, wer eine direkte Staatssteuer entrichtete und das Gemeindewahlrecht an seinem Wohnort hatte. Laut Denkschrift vom 11. Juni sollte die Reichsgesetzgebung in Zukunft die Wahlrechtsgrundsätze auch in den Einzelstaaten durchsetzen dürfen. Wegen des starken Gewichts Preußens hätte man befürchten müssen, dass das Dreiklassenwahlrecht überall eingeführt worden wäre.
Bei einem Dreiklassenwahlrecht wählen die Wahlberechtigten in drei Abteilungen (Klassen), von denen jede gleich viele Wahlmänner bestimmt. Diese Wahlmänner entscheiden dann über die Abgeordneten. In der ersten Klasse befinden sich einige wenige Reiche, in der zweiten Klasse eine größere Gruppe und in der dritten die vielen übrigen, ärmeren Wähler. Wegen dieser Ungleichheit lehnten die Demokraten die Union ab und boykottierten die Wahlen zum Erfurter Unionsparlament zum Jahreswechsel 1849/50. Die Liberalen konnten sich damit jedoch abfinden, war ihnen die Frankfurter Regelung eigentlich zu weit gegangen.

### Grundrechte
Die Grundrechte der FRV wurden teilweise abgeschwächt, so mit einem Vorbehalt mit Blick auf Landesgesetze für Gebiete, in denen der Bundesstaat nicht zuständig war. Die Abschaffung der Todesstrafe und des Adels als Stand wurden in der EUV rückgängig gemacht, indirekte Beschränkungen der Pressefreiheit nicht mehr ausdrücklich untersagt. Im Falle von Aufruhr sollten die Pressefreiheit aufhebbar und Sondergerichte statthaft sein. Die Trennung von Staat und Kirche wurde abgeschwächt. Davon abgesehen blieb der Kern von Grundrechten und rechtsstaatlichen Garantien der FRV erhalten.

## Additionalakte

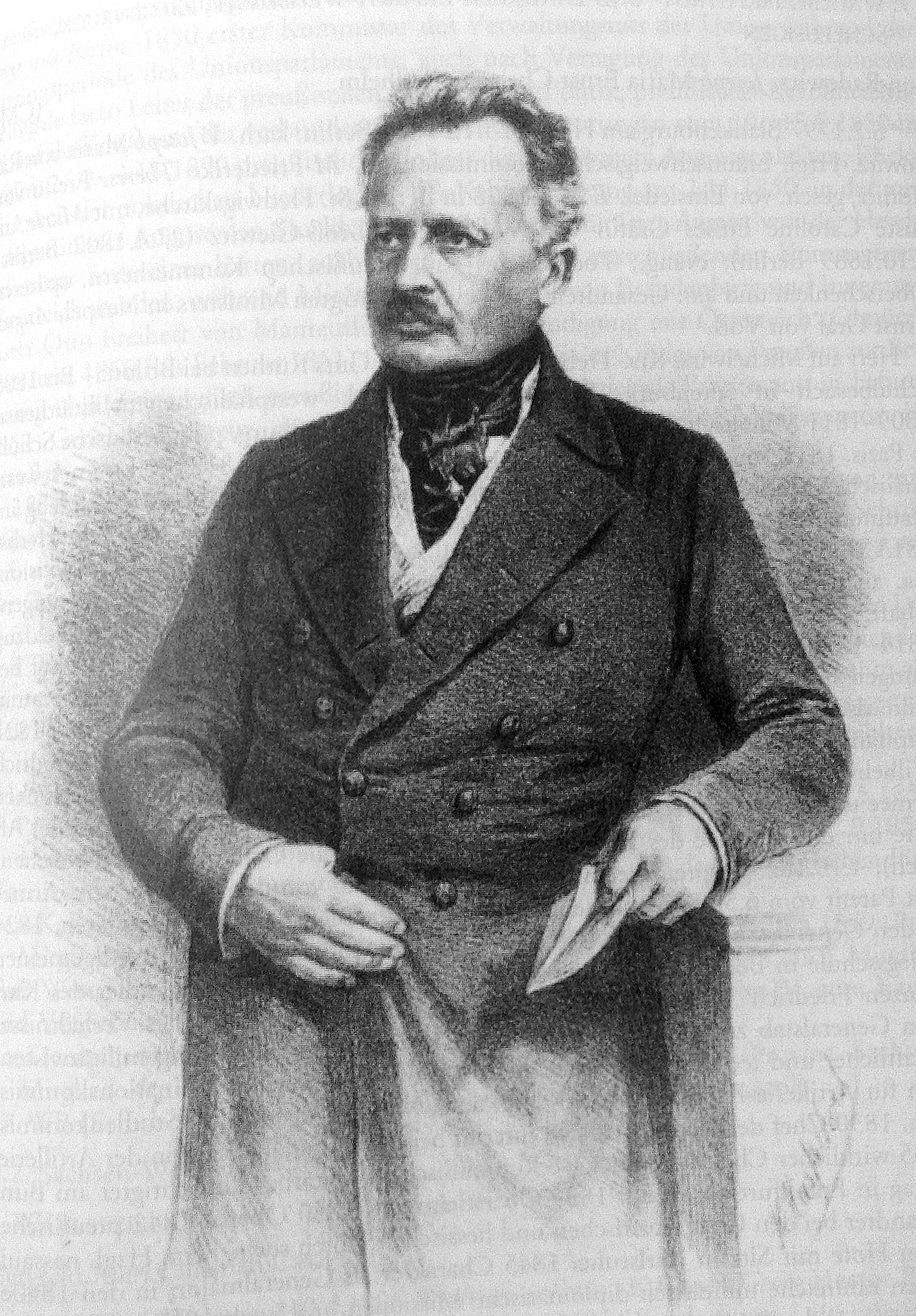
Joseph von Radowitz, Vordenker der Union und Hauptredakteur der Unionsverfassung

Ende Februar 1850 veröffentlichte der Verwaltungsrat der Union eine Additionalakte zum Verfassungsentwurf vom Mai. Damals war das Unionsparlament bereits gewählt, aber noch nicht zusammengetreten, und die Ereignisse der vergangenen Monate hatten einige Abänderungen nötig gemacht.
Artikel 1 der Additionalakte gab dem zu bildenden „Deutschen Bundesstaat“ den Namen Deutsche Union, Volks- und Staatenhaus sollten Parlament der Deutschen Union (statt Reichstag) heißen. entsprechend sollten die übrigen Bezeichnungen im offiziellen Sprachgebrauch angepasst werden bzw. werden im Text der Additionalakte bereits neu verwendet (so Unionsvorstand in Art. X, aber weiterhin: Reichs-Verfassung).
Einige Staaten sind der Union nicht beigetreten, nämlich Bayern, Württemberg, Holstein, Homburg, Liechtenstein, Limburg und Luxemburg sowie Frankfurt. Die beiden hohenzollernschen Staaten wurden im Dezember 1849 Teil Preußens. Daher wurde nun die Sitzverteilung für das Parlament angepasst (Art. VII) und ebenso die Stimmenverteilung im Fürsten-Kollegium (Art. VI). Hannover und Sachsen gehörten aber, obwohl sie am 20. Oktober der Union den Rücken gekehrt hatten (Hannover am 21. Januar auch formal), in der Additionalakte noch dazu:
- Preußen;
- gemeinsam für Sachsen, Sachsen-Weimar, Sachsen-Koburg-Gotha, Sachsen-Meiningen-Hildburghausen, Sachsen-Altenburg, Anhalt-Dessau, Anhalt-Bernburg, Anhalt-Köthen, Schwarzburg-Sondershausen, Schwarzburg-Rudolstadt, Reuß älterer Linie, Reuß jüngerer Linie;
- gemeinsam für Hannover, Braunschweig, Mecklenburg-Schwerin, Mecklenburg-Strelitz, Oldenburg, Lübeck, Bremen, Hamburg;
- Baden;
- gemeinsam für Kurhessen, das Großherzogthum Hessen, Nassau, Waldeck, Schaumburg-Lippe, Lippe;

Ferner verdeutlicht die Additionalakte das Verhältnis der Union zum Deutschen Bund, um dessen Wiederherstellung Österreich sich spätestens seit Sommer 1849 bemühte. Die Union solle im Deutschen Bund diejenigen Rechte und Pflichten gemeinsam haben und ausüben, die sie bislang einzeln gehabt haben. Außerdem oblag ihr die völkerrechtliche Vertretung zu den anderen deutschen Staaten im Deutschen Bund (Artt. III, IV). Weiteren Staaten wurde der Eintritt in die Union offengehalten. Ein solcher Beitritt sollte nicht als Verfassungsänderung betrachtet werden, weshalb ein einfacher Beschluss der Unionsgewalt reichte.

## Beratung im Parlament

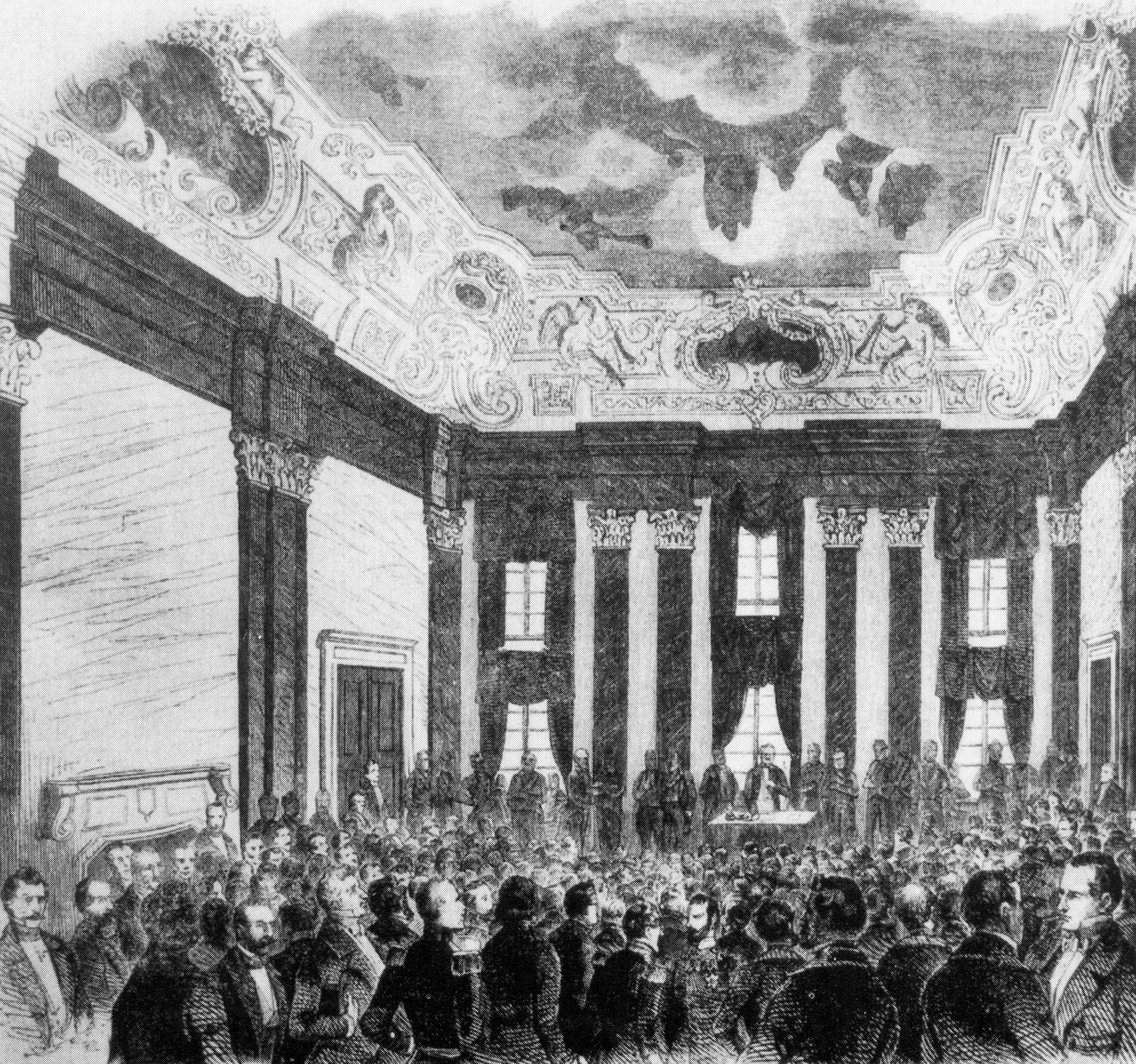
Eröffnung des Erfurter Unionsparlaments am 20. März 1850 durch Joseph von Radowitz

### Ausgangslage
Das Erfurter Unionsparlament war am 20. März 1850 zusammengetreten, um über den Verfassungsentwurf (mit Additionalakte) zu beraten. Der Verwaltungsrat legte ihnen als Dokumente den Verfassungsentwurf vom 28. Mai 1849, das Gesetz für die Wahlen zum Volkshaus, die Berliner Denkschrift vom 11. Juni 1849 sowie die Additionalakte vom 26. Februar 1850 vor.
Im Sinne einer Verfassungsvereinbarung sollten einerseits die verbündeten Regierungen und andererseits das Parlament als Volksvertretung die Verfassung gemeinsam beschießen. Der preußische König und die meisten seiner Minister hielten den Entwurf noch für zu liberal und drängten auf eine Verfassungsrevision, um ihn der preußischen Verfassung von 1850 anzugleichen.
Die liberale Mehrheit im Parlament hingegen wollte keine noch konservativere Verfassung und befürchtete lange Debatten, an denen das Projekt scheitern würde. So dachten auch Joseph von Radowitz vom Verwaltungsrat und Ernst von Bodelschwingh, der eigentlich konservative Anführer der Liberalen im Volkshaus. Außerdem waren Hannover und Sachsen, über das Dreikönigsbündnis, an den bisherigen Entwurf gebunden. Daher einigten die Liberalen sich frühzeitig auf die Strategie, den Entwurf als Ganzes gutzuheißen und an die Regierungen unverändert zurückzuschicken. Ihrer Meinung nach würde die Verfassung mit ihrer Annahme im Parlament sogleich in Kraft treten, denn die Regierungen hatten ihre Zustimmung schon zuvor gegeben.

### Debatten

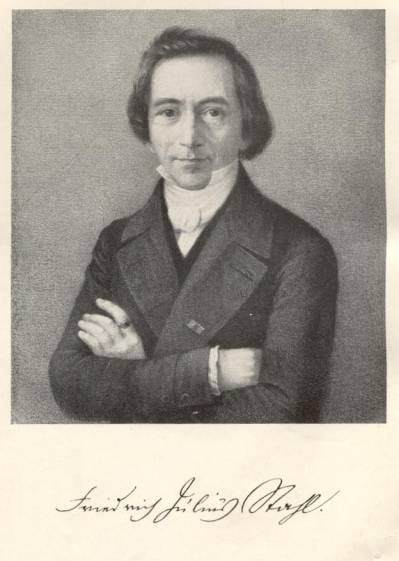
Friedrich Julius Stahl, der die Unionsverfassung konservativer machen wollte

Radowitz musste widerwillig, auf Druck seines Königs, im Parlament eine durchgängige, wenn auch abgekürzte Revision fordern. Preußen solle als europäische Großmacht auch ohne die Union über Krieg und Frieden entscheiden können, und die Grundrechte der EUV müssten mit denen in der preußischen Verfassung in Einklang gebracht werden. Der Konservative Friedrich Julius Stahl meinte ferner, dass das Unionsparlament kein Budgetrecht haben solle und dass das Reichsgericht gestrichen werden solle. Das erste Unionsparlament solle einen dauerhaften Haushalt beschließen, der dann nur durch Reichsgesetz geändert werden könne. Das hätte bedeutet, dass die Regierung in Finanzfragen vom Parlament unabhängig geworden wäre.
Die Liberalen bemühten sich ihrerseits, die EUV wieder näher an das Frankfurter Vorbild zu bringen oder immerhin liberaler und einheitsstaatlicher zu machen. Nur das Volkshaus solle letztlich über das Budget entscheiden, nicht auch das Staatenhaus. Bei Gesetzen solle nur der Unionsvorstand allein, nicht zusammen mit dem gesamten Fürstenkollegium das Veto ausüben können. Mit der Stärkung Preußens wollten sie den Einheitsstaat ausbauen. Friedrich Daniel Bassermann warf der konservativen Schlehdorn-Fraktion vor, sie sei preußischer als der König, der den Entwurf selbst vorgelegt habe. Stahl verrate den Geist der preußischen Reformen und der Freiheitskriege und bedauere es wohl, dass die Adligen nicht mehr von den Burgen herabsteigen und die Kaufleute ausplündern können. Stahl konterte, dass der Liberalismus den König zum willenloses Werkzeug des Parlaments machen wolle.

### Ergebnis

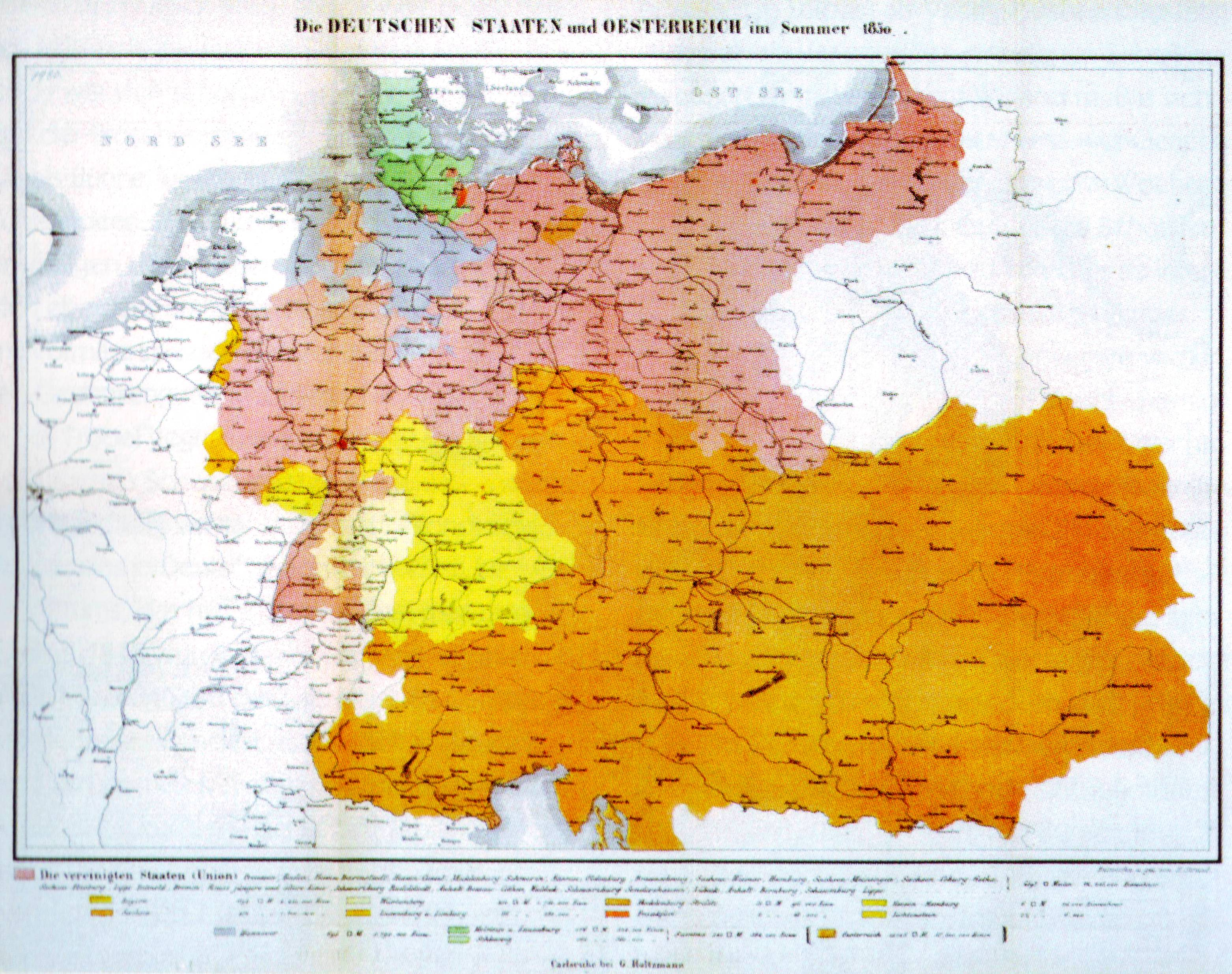
Die Staaten der Erfurter Union (hellrosa), etwa im Februar 1850, d. h. ohne Hannover und Sachsen, aber noch mit Kurhessen

Wenn die Regierungen sich gegen die Verfassung gesperrt hätten, wäre der Bundesstaat nicht zustande gekommen; damit drohte auch der preußische König. Zum Kompromiss wurde es, dass der Entwurf angenommen wurde, die Änderungswünsche des liberal dominierten Parlaments aber nur als Vorschlag. Sie sollten nur in Kraft treten, wenn alle Regierungen sich ihnen anschlossen. Für die Übernahme des Verfassungsentwurfs, die Denkschrift, den Wahlgesetzentwurf und die Additionalakte sprach sich das Volkshaus am 13. April 1850 aus, mit 125 zu 89 Stimmen. Im Staatenhaus waren es am 17. April 62 gegen 29 Stimmen. Hinzu kamen die Änderungsvorschläge am 29. April. „Weiter, glaubte die Mehrheit der Abgeordneten beider Häuser des Erfurter Parlaments, hätten Volksvertreter einer Regierung nicht entgegenkommen können.“
Obwohl die Erfurter Versammlung der Unionsverfassung mehrheitlich zustimmte, zögerte die Regierung Preußens deren Umsetzung hinaus, weil Russland und Österreich gegen die preußischen Hegemoniepläne vehement protestierten. Noch am 29. April 1850 vertagte der Präsident des Verwaltungsrats, Radowitz, das Parlament. Anstatt aber dass König Friedrich Wilhelm IV. nun ein Unionsministerium (eine Regierung) ernannte, sandte er die Dokumente an die verbündeten Regierungen, um darüber zu diskutieren. Seine Stimmung hatte sich wieder geändert, unter dem Einfluss der Ultrakonservativen und Russlands. Damit wurde de facto das baldige Ende der Union eingeläutet.

## Bewertung
In der Erfurter Unionsverfassung blieben Reichsgericht und Grundrechte im Wesentlichen erhalten, so Hans Boldt. „Mit Fug und Recht läßt sich daher behaupten, daß auch mit der Unionsverfassung Deutschland zu einem der fortschrittlichsten Staaten Europas geworden wäre.“ So fasst auch Kotulla seine Bewertung zusammen: Trotz der Stärkung der Reichsexekutive gegenüber dem Parlament und der Stärkung der Gliedstaaten gegenüber der Reichsebene habe es sich „noch immer um einen der modernsten zeitgenössischen Verfassungstexte in Europa“ gehandelt.
Die Erfurter Verfassung besitze Boldt zufolge nicht den Glanz der Frankfurter. Aber sie zeige die Zugeständnisse an die Revolution, zu denen die Regierungen damals bereit waren, und zwar durchaus nicht nur aus taktischen Gründen, sondern um die deutsche Wohlfahrt durch eine Rechts- und Wirtschaftseinheit zu fördern. Die Bismarckschen Verfassungen von 1867 und 1871 standen in vielem in der Tradition der Revolutionszeit. Die Bundesratslösung dort wurde mit dem Fürstenkollegium als Mitgesetzgeber offensichtlich vorweggenommen. Diese Eigenart zeichnet, so Boldt, den deutschen Föderalismus noch immer aus.

## Belege
1. ↑  Gunther Mai: Erfurter Union und Erfurter Unionsparlament. In: Gunther Mai (Hrsg.): Die Erfurter Union und das Erfurter Unionsparlament 1850. 2000, S. 9–52, hier S. 19–20.
2. ↑  Ernst Rudolf Huber: Deutsche Verfassungsgeschichte seit 1789. Band 2: Der Kampf um Einheit und Freiheit 1830 bis 1850. 3., wesentlich überarbeitete Auflage, Kohlhammer, Stuttgart [u. a.] 1988, ISBN 3-17-009741-5, S. 888.
3. ↑  Hans Boldt: Erfurter Unionsverfassung. In: Gunther Mai (Hrsg.): Die Erfurter Union und das Erfurter Unionsparlament 1850. 2000, S. 417–431, hier S. 420–421.
4. ↑  Hans Boldt: Erfurter Unionsverfassung. In: Gunther Mai (Hrsg.): Die Erfurter Union und das Erfurter Unionsparlament 1850. 2000, S. 417–431, hier S. 425.
5. ↑  Hans Boldt: Erfurter Unionsverfassung. In: Gunther Mai (Hrsg.): Die Erfurter Union und das Erfurter Unionsparlament 1850. 2000, S. 417–431, hier S. 425–427.
6. ↑  Hans Boldt: Erfurter Unionsverfassung. In: Gunther Mai (Hrsg.): Die Erfurter Union und das Erfurter Unionsparlament 1850. 2000, S. 417–431, hier S. 427.
7. ↑  Manfred Botzenhart: Deutscher Parlamentarismus in der Revolutionszeit 1848–1850. 1977, S. 718–719.
8. ↑  Manfred Botzenhart: Deutscher Parlamentarismus in der Revolutionszeit 1848–1850. 1977, S. 719.
9. ↑  Manfred Botzenhart: Deutscher Parlamentarismus in der Revolutionszeit 1848–1850. 1977, S. 719–720.
10. ↑  Manfred Botzenhart: Deutscher Parlamentarismus in der Revolutionszeit 1848–1850. 1977, S. 719.
11. ↑  Siehe Anlage II: Additional-Akte zu dem Entwurf der Verfassung des Deutschen Reichs. In: Thüringer Landtag Erfurt (Hrsg.): 150 Jahre Erfurter Unionsparlament (1850–2000) (= Schriften zur Geschichte des Parlamentarismus in Thüringen. Heft 15) Wartburg Verlag, Weimar 2000, ISBN 3-86160-515-5, S. 27–44, hier S. 185–187.
12. ↑  Ernst Rudolf Huber: Deutsche Verfassungsgeschichte seit 1789. Band 2: Der Kampf um Einheit und Freiheit 1830 bis 1850. 3., wesentlich überarbeitete Auflage, Kohlhammer, Stuttgart [u. a.] 1988, ISBN 3-17-009741-5, S. 892.
13. ↑  Peter Steinhoff: Die „Erbkaiserlichen“ im Erfurter Parlament. In: Gunther Mai (Hrsg.): Die Erfurter Union und das Erfurter Unionsparlament 1850. 2000, S. 369–392, hier S. 371.
14. ↑  Gunther Mai: Erfurter Union und Erfurter Unionsparlament. In: Gunther Mai (Hrsg.): Die Erfurter Union und das Erfurter Unionsparlament 1850. 2000, S. 9–52, hier S. 34 f.
15. ↑  Gunther Mai: Erfurter Union und Erfurter Unionsparlament. In: Gunther Mai (Hrsg.): Die Erfurter Union und das Erfurter Unionsparlament 1850. 2000, S. 9–52, hier S. 35.
16. ↑  Manfred Botzenhart: Deutscher Parlamentarismus in der Revolutionszeit 1848–1850. 1977, S. 769.
17. ↑  Manfred Botzenhart: Deutscher Parlamentarismus in der Revolutionszeit 1848–1850. 1977, S. 770 f.
18. ↑  Manfred Botzenhart: Deutscher Parlamentarismus in der Revolutionszeit 1848–1850. 1977, S. 771 f.
19. ↑  Gunther Mai: Erfurter Union und Erfurter Unionsparlament. In: Gunther Mai (Hrsg.): Die Erfurter Union und das Erfurter Unionsparlament 1850. 2000, S. 9–52, hier S. 37.
20. ↑  Peter Steinhoff: Die „Erbkaiserlichen“ im Erfurter Parlament. In: Gunther Mai (Hrsg.): Die Erfurter Union und das Erfurter Unionsparlament 1850. 2000, S. 369–392, hier S. 383.
21. ↑  Ernst Rudolf Huber: Deutsche Verfassungsgeschichte seit 1789. Band 2: Der Kampf um Einheit und Freiheit 1830 bis 1850. 3., wesentlich überarbeitete Auflage, Kohlhammer, Stuttgart [u. a.] 1988, ISBN 3-17-009741-5, S. 897 f.
22. ↑  Hans Boldt: Erfurter Unionsverfassung. In: Gunther Mai (Hrsg.): Die Erfurter Union und das Erfurter Unionsparlament 1850. 2000, S. 417–431, hier S. 428.
23. ↑  Michael Kotulla: Der Einfluss der Paulskirchenverfassung auf die späteren deutschen Verfassungen. In: DTIEV-Online 1/2015. Hagener Online Beiträge zu den Europäischen Verfassungswissenschaften. ISSN 2192-4228, S. 3 f.
24. ↑  Michael Kotulla: Der Einfluss der Paulskirchenverfassung auf die späteren deutschen Verfassungen. In: DTIEV-Online 1/2015. Hagener Online Beiträge zu den Europäischen Verfassungswissenschaften. ISSN 2192-4228, S. 6.
25. ↑  Hans Boldt: Erfurter Unionsverfassung. In: Gunther Mai (Hrsg.): Die Erfurter Union und das Erfurter Unionsparlament 1850. 2000, S. 417–431, hier S. 429 f.